# Wojciech Bogusławski
Wojciech Bogusławski, poljski igralec, dramatik, režiser in gledališki ravnatelj, * 9. april 1757, Glinno pri Poznanju, † 23. julij 1829, Varšava. 
Šolal se je v Krakovu, v liceju Bartłomieja Nowodworskega v letih 1770–1773 in najverjetneje v šoli Pijaristov v Varšavi. Po končanem šolanju se je pridružil litovski gardi pešakov, kjer je služil od leta 1775 do 1778. Nato se je pridružil Narodnemu gledališču (Teatr Narodowy) in leta 1778 prvič nastopil na odru v drami Fałszywe niewierności (Les Fausses Infidélités – Lažne nezvestobe) Nicolasa Thomasa Barthéja. Prvič se je izkazal tudi kot avtor s priredbo Céroujeve komedije Amant auteur et valet (Amant, autor i sługa – Ljubimec, avtor in sluga). Zaradi svojih talentov je hitro postal prepoznaven. Leta 1783 je, najverjetneje na pobudo kralja Stanisława Augusta Poniatowskega, prevzel vodstvo varšavskega Narodnega gledališča. Sprva je deloval kot vodja poljskega igralskega ansambla. Leta 1785 je zaradi nestrinjanj s kraljem odpotoval v Vilno in z delom igralske zasedbe Narodnega gledališča tam do leta 1790 vodil lastno gledališče in nastopal tudi po drugih večjih krajih, kjer je med drugim uprizoril igri Fircyk w zalotach (Gizdalinova snubitev) in Wesele Figara (Figarova svatba) Franciszka Zabłockega. Istega leta ga je kralj povabil nazaj v Varšavo, da bi ponovno deloval v varšavskem Narodnem gledališču. Bogusławski je v naslednjih letih večkrat ustvarjal in nastopal tudi v mestih izven Varšave.

## 1794–1799
Leta 1794 je Bogusławski napisal eno svojih najpomembnejših del Cud mniemany, czyli Krakowiacy i górale (Domnevni čudež ali Krakovčani in Gorjanci). Gre za opero oziroma spevoigro, ki je prirejena po francoski komediji, hkrati pa vsebuje navezave na takratno poljsko družbeno-politično realnost. Zaradi političnih idej, ki jih je s tem delom širil Bogusławski, je ruska oblast po treh izvedbah prepovedala nadaljnje uprizarjanje igre. Vseeno pa so Poljaki hitro razumeli sporočilo in odlomke besedila uporabljali tudi med Kościuszkovo vstajo, ki se je začela dan po premierni uprizoritvi. Fragment opere Domnevni čudež je okoli leta 1800 v slovenščino prevedel duhovnik in pesnik Martin Kuralt, ki je deloval v Lvovu, a se je prevod ohranil le v rokopisu. Po zatrtju Kościuszkove vstaje leta 1794 je Bogusławski z delom igralskega ansambla in večino gledališke opreme odpotoval v Lvov, kjer je v sodelovanju z nemško gledališko skupino ustanovil novo gledališče, ki je pod njegovim vodenjem delovalo do leta 1799. Tam je med drugim leta 1797 priredil in uprizoril delo Hamlet Williama Shakespeara.

## 1799–1814
Leta 1799 se je vrnil v Varšavo, kjer je kot direktor Narodnega gledališča deloval do leta 1814. V tem obdobju je z gledališko skupino nastopal tudi v drugih poljskih mestih, kot so Poznanj, Kalisz, Łowicz, Krakov in Gdansk. Tudi v tem obdobju je bil ljubljenec občinstva, kljub temu, da so mu kritiki očitali prostaštvo. Leta 1811 je ustanovil prvo poljsko dramsko šolo. V ta namen je napisal učbenik z naslovom Dramaturgia, czyli nauka sztuki scenicznej dla Szkoły Teatralnej napisana przez Wojciecha Bogusławskiego w Warszawie 1812 (Dramatika ali učenje uprizoritvenih umetnosti Wojciecha Bogusławskega, napisana v Varšavi 1812).

## 1814–1827
Leta 1814 je mesto direktorja v Narodnem gledališču prepustil Ludwiku Osińskemu, sam pa se je posvetil predvsem gledališki igri. Nastopal je tako v Varšavi, kot tudi v drugih gledališčih. V tem času je napisal deli Dzieje Teatru Narodowego (Zgodovina Narodnega gledališča) in Dzieła Dramatyczne (Dramska dela). Bogusławski je v gledališču nazadnje nastopil dve leti pred smrtjo, leta 1827.

### Pomen Wojciecha Bogusławskega za poljsko gledališče
Bugosławskega literarna zgodovina označuje za »očeta poljske dramatike«, saj je imel velik vpliv na razvoj poljskega gledališča. Deloval je kot igralec, ravnatelj gledališča in režiser, poleg tega je napisal oziroma prevedel in priredil okrog 80 del, ustanovil več gledališč na Poljskem, ki so uprizarjala dela v poljskem jeziku tudi po tem, ko jih je sam prenehal voditi. Spodbujal je ustanavljanje poljskih gledaliških ansamblov (v času njegovega delovanja so uprizoritve namreč pogosto potekale v drugih jezikih) in uprizoritve v poljskem jeziku, ki so pogosto vsebovale narodne ideje. Ustanovil je tudi prvo poljsko dramsko šolo. Igralci, ki so izšli iz njegove dramske šole, so kasneje ustanavljali gledališča in vplivali na razvoj dramatike v poljski književnosti tudi po njegovi smrti.

## Pomembnejša dela
- Dowód wdzięczności narodu (Dokaz hvaležnosti naroda, 1791)
- Henryk VI. na lowach (Henrik VI. na lovu, 1792)
- Cud mniemany, czyli Krakowiacy i górale (Domnevni čudež ali Krakovčani in gorjanci, 1794)
- Iskahar, król Guaxary (Iskahar, kralj Guaxarija, 1797)
- Dramaturgia, czyli nauka sztuki scenicznej dla Szkoły Teatralnej napisana przez Wojciecha Bogusławskiego w Warszawie 1812 (Dramatika ali učenje uprizoritvenih umetnosti Wojciecha Bogusławskega, napisana v Varšavi 1812)
- Dzieje Teatru Narodowego (Zgodovina Narodnega gledališča, 1820)
- Dzieła Dramatyczne (Dramska dela, 1821)